# Vĩnh Thuận, Vĩnh Thạnh (Bình Định)
Vĩnh Thuận là một xã thuộc huyện Vĩnh Thạnh, tỉnh Bình Định, Việt Nam.
Xã có diện tích 35,35 km², dân số năm 2005 là 1.341 người, mật độ dân số đạt 38 người/km².
Xã Vĩnh Thuận được thành lập ngày 01/01/2006, xã được tách ra từ 3 làng của xã Vĩnh Quang, huyện Vĩnh Thạnh, tỉnh Bình Định và hợp nhất với một số hộ dân tái định cư từ việc di chuyển các hộ thuộc xã Vĩnh Kim, huyện Vĩnh Thạnh từ việc chuyển dời để xây dựng Hồ chứa nước Định Bình.

## Hành chính
Xã Vĩnh Thuận được chia thành 8 làng: 1, 2, 3, 4, 5, 6, 7, 8.